# Radicaal 84
Radicaal 84 is een van de 34 van de 214 Kangxi-radicalen dat bestaat uit vier strepen.
In het Kangxi-woordenboek zijn er 17 karakters die dit radicaal gebruiken.

## Karakters met het radicaal 84
| Strepen | Karakter             |
| ------- | -------------------- |
| + 0     | 气                   |
| + 1     | 氕                   |
| + 2     | 氖 気 氘             |
| + 3     | 氙 氚                |
| + 4     | 氛 氜 氝             |
| + 5     | 氞 氟 氠 氡 氢       |
| + 6     | 氣 氤 氥 氦 氧 氨 氩 |
| + 7     | 氪 氫                |
| + 8     | 氬 氭 氮 氯 氰       |
| + 9     | 氱                   |
| + 10    | 氲 氳                |

Orakelbotkarakter
Bronskarakter
Groot zegelkarakter
Klein zegelkarakter